# Ave, Cristo!
Ave, Cristo! é uma obra de Francisco Cândido Xavier que atribuiu a autoria a um espírito de nome Emmanuel. Sua primeira publicação foi no ano de 1953 pela Federação Espírita Brasileira.
Ave Cristo! forma com os livros: Há Dois Mil Anos, Cinquenta Anos Depois, Paulo e Estevão e Renúncia, a série de Romances Históricos, de Emmanuel.

## Sinopse
O romance relata a história de Quinto Varro e Taciano, pai e filho, na Roma dos Césares por volta do ano 217. O livro retrata a época em que o império dava sinais de decadência: anarquia militar, invasões bárbaras, crise econômica entre outros revezes históricos.

## Análises acadêmicas
- Lignani, Ângela Maria de Oliveira - Inscrições Discursivas: A escrita de Chico Xavier. Dissertação de mestrado. UFMG, Belo Horizonte: 2000.